# 巴基斯坦黑鮡
巴基斯坦黑鮡，為輻鰭魚綱鯰形目鮡科的其中一種，為熱帶淡水魚類，分布於亞洲巴基斯坦淡水流域，為特有種，棲息在底層水域，生活習性不明。

## 扩展阅读
維基物種上的相關：巴基斯坦黑鮡